# Nespoutaní
Nespoutaní (v originále Wildhood) je kanadský hraný film z roku 2021, který režíroval Bretten Hannam podle vlastního scénáře. Jedná se o adaptaci jeho vlastního krátkého filmu Wildfire z roku 2019. Snímek měl světovou premiéru dne 11. září 2021 na Mezinárodním filmovém festivalu v Torontu.

## Děj
Link je šestnáctiletý teenager, který vyrůstá bez matky u svého násilnického otce. Jeho matka pocházela z kmene Mikmaků a Link myslí, že již zemřela. Jednoho dne ale zjistí, že jeho matka stále žije, a vydává se proto se svým mladším nevlastním bratrem Travisem na cestu, aby ji našli. Cestou potká Pasmaye, berdaše z kmene Mikmaků, který se jim nabídne jako průvodce. Link se postupně více seznamuje se svým domorodým původem.

## Obsazení
| Phillip Lewitski      | Lincoln                 |
| Joshua Odjick         | Pasmay                  |
| Avery Winters-Anthony | Travis, Lincolnův bratr |
| Michael Greyeyes      | Smokey                  |
| Savonna Spracklin     | Sarah, Lincolnova matka |
| Joel Thomas Hynes     | Arvin, Lincolnův otec   |
| Steve Lund            | Dale                    |
| Callum Dunphy         | Ross                    |

## Ocenění
- Canadian Screen Awards: Genie Award za nejlepšího herce ve vedlejší roli (Joshua Odjick); nominace v kategoriích nejlepší film, nejlepší režie (Bretten Hannam), nejlepší herec (Phillip Lewitski), nejlepší scénář (Bretten Hannam), nejlepší casting (Stephanie Gorin)
- Vancouver Film Critics Circle: nejlepší herec ve vedlejší roli v kanadském filmu (Joshua Odjick)
- Directors Guild of Canada: nominace na Discovery Award (Bretten Hannam)